# مركز حسن مصطفى الثقافي
مركز حسن مصطفى الثقافي، هو مؤسسة فلسطينية اهلية غير حكومية وغير ربحية مستقلة، يهتم في مجال تخليد التراث وحفظ الهوية الفلسطينية، تأسس في عام  2008 في بلدة بتير بمحافظة بيت لحم في الضفة الغربية.

## التاريخ
- تأسست مؤسسة مركز حسن مصطفى الثقافي لتخليد التراث في العام 2008، من قبل الباحثة نادية حسن مصطفى، وهي من مواليد العام 1949 في بلدة بتير في بيت لحم.[4]

- بعد وفاة والدها في العام 1964، قررت تأسيس مركز ثقافي يحمل إسم حسن مصطفى لتخليد إرثه الثقافي من جهة، ولاستكمال مسيرته في حماية الهوية والتراث الفلسطيني.

- عمل حسن مصطفى في مجال تنمية الريف المقدسي قبل نكبة فلسطين في العام 1948، ورئيس تحرير مجلة "الاذاعة" الفلسطينية، وأول من بني مدرسة بنات بجهود ذاتية.

- توفي حسن مصطفى عام 1961 بالسكتة القلبية. في بلدة بتير، وقد أدرجت اليونسكو في 2014، بتير على قائمة التراث العالمي وقائمة التراث العالمي المهدد بالخطر.[5]

## الأهداف
- إجراء الدراسات والبحوث وتوثيق التاريخ الشفوي للتراث الثقافي الفلسطيني.[6]
- تخليد التراث وحفظ الهوية الفلسطينية منذ سنوات طويلة.[7]